# Siegfried von Sivers
Siegfried Johann Arthur von Sivers (* 9. Maijul. / 21. Mai 1887greg. in Randen, Livland; † 2. November 1956 in Tegernsee) war ein deutschbaltischer Aktivist, Arzt und Schriftsteller.

## Leben

### Kindheit und Jugend
Siegfried von Sivers war das jüngste von sieben Kindern des baltischen Gutsherren und Ordnungsrichters in Dorpat Ernst Frommhold von Sivers (1843–1907) und seiner Frau Ewa Elisabeth von Transehe (1846–1914). Die Familie von Sivers verfügte im damals zu Russland gehörenden Baltikum über umfangreiche Besitztümer und hatte bis zur russischen Revolution 1917 erheblichen Einfluss auf die Politik und Wirtschaft der baltischen Provinzen.
Sivers besuchte das Gymnasium in Goldingen (lettisch Kuldīga) sowie das XI. Stadtgymnasium in St. Petersburg. Er studierte von 1907 bis 1913 Medizin an der Kaiserlichen Universität Dorpat, während dieser Zeit schloss er sich der Baltischen Corporation Livonia Dorpat an.
Am 6. August 1913 heiratete Sivers in Pussen (lettisch Puze) bei Windau (lettisch Ventspils) die Gutsbesitzertochter Margarethe Aline Freiin von Seefeld (1885–1941), der im Jahr 1915 geborene einzige Sohn verstarb noch im jugendlichen Alter.
Ab 1913 arbeitete er an der Chirurgischen Universitätsklinik Dorpat als Volontärassistent unter Werner Zoege von Manteuffel.

### Erster Weltkrieg und Rolle in der deutschbaltischen Bewegung
Von 1914 bis 1918 war er im Ersten Weltkrieg als Militärarzt bei der russischen Armee. Von 1919 bis 1920 nahm er als Arzt in der Baltischen Landeswehr unter anderem an den Kämpfen um Riga teil, bei denen er am 22. Mai 1919 schwer verwundet wurde.
Er musste ins Deutsche Reich emigrieren und nahm nach verschiedenen Tätigkeiten im Jahr 1922 eine Stelle als Lehrer an der Baltenschule in Misdroy an. Wie viele andere Lehrer dieser Schule wurde Sivers Mitglied des Verbandes der Ordensgründer („Organisation X“), in dem deutschbaltische Emigranten die Schaffung einer ordensähnlichen Gemeinschaft, der Baltischen Brüderschaft anstrebten. Siegfried von Sivers übernahm 1922 im Verband der Ordensgründer das Amt des Statutenwarts sowie des Richters. Der Statutenwart hielt als einziger die Verbindung zwischen der Verbandsführung und den Mitgliedern.
Sivers nahm unter den Deutschbalten eine einflussreiche Stellung ein, so trat er 1924 auf dem Baltentag mit einer Rede zum 5. Jahrestag der Schlacht bei Riga hervor. Zum 5. baltischen Jugendtag in Misdroy im Jahre 1930 verfasste Sivers das traditionelle Festgedicht, das für die deutschen Balten schon seit den Jubiläumsfeiern des ausgehenden 18. Jahrhunderts zu jeder herausgehobenen Feier gehörte. Im Jahre 1929 war Sivers einer der Gründungsmitglieder der Baltischen Brüderschaft. Er wurde 1929 und 1932 vom Konvent der Brüderschaft zum Vertrauensmann gewählt. Von 1929 bis 1930 leitete er das Referat Familie und von 1931 bis 1936 das Ressort Gerichtswesen beim Kapitel der Baltischen Brüderschaft.
Sivers war seit 1933 Mitglied der NSDAP, auch eine Mitgliedschaft in der SA ist belegt.
1936 musste sich die Baltische Brüderschaft nach einem rechtlich gescheiterten, politisch aber erfolgreichen Winkelzug des Reichsführers SS Heinrich Himmler gegen ihren Führenden Bruder, den SS-Obersturmbannführer Otto von Kursell, auflösen.

### Arzt und Schriftsteller
Sivers setzte sein medizinisches Studium ab 1922 an der Universität Greifswald fort, da die russische Ausbildung zum Arzt in Deutschland nicht anerkannt wurde. 1926 erhielt er dann die Bestallung zum Arzt, seine Promotionsschrift wurde 1927 veröffentlicht. Er ließ sich zunächst als Arzt in Grieben (Elbe) bei Tangerhütte nieder. 1935 eröffnete er eine Praxis in Berlinchen (Neumark) (heute poln.: Barlinek) im östlichen Brandenburg.
Im Jahr 1932 erschien sein erstes belletristisches Werk „Erlebtes, Erlauschtes, Erschautes. Baltische Skizzen“, in dem seine starke Verbundenheit zur baltischen Heimat erkennbar wurde.
1936 brachte Sivers gemeinsam mit dem Bauhaus-Schüler Hans Haffenrichter das Kunstbuch „Unser täglich Brot. Lebensgeschichte des Roggens“ heraus. Sivers und Haffenrichter hatten den Anspruch, den Wachstumszyklus des Roggens unter Rückgriff auf das verfügbare wissenschaftliche Wissen der Zeit in einer künstlerisch-mystischen Symbiose von Text und Bild darzustellen.
Das Buch wurde 1946 in der SBZ in die Liste der auszusondernden Literatur aufgenommen. Der Agrarwissenschaftler Heinz Haushofer wertete 1957 das Buch als einen „wissenschaftlich einwandfreien, dichterisch beschwingten Text“ mit Farbtafeln, „die zum Schönsten an landwirtschaftswissenschaftlicher Literatur gehören, was seit den illuminierten Kupferstichwerken des 18. Jahrhunderts wieder geschaffen worden war“. Der Pianist und Musikpublizist Herbert Henck bescheinigte jedoch 2009 dem Buch von Sivers und Haffenrichter, dass es „jegliche Distanz zu den Ideen des Nationalsozialismus vermissen lässt“. Haffenrichter selbst erinnerte sich 1976 an die Erstellung des Buches als eine der vier wichtigen Schaffensphasen seines Lebens und charakterisierte Sivers als „einen sehr guten Biologen [...], der mir die Geheimnisse des Wachstums, der Assimilation und der Befruchtung auch geistig nahebrachte“.
Sivers stellte zum Erscheinen von Unser täglich Brot die Intention und Entstehungsgeschichte in einem weiteren Aufsatz im Verlagsalmanach dar.

### Nach dem Zweiten Weltkrieg
Am 20. Februar 1945 wurde Siegfried von Sivers nach der Einnahme Berlinchens durch sowjetische Truppen während der Arztsprechstunde verhaftet. Er wurde in das NKWD-Lager Schwiebus (heute polnisch Świebodzin) verbracht und erhielt dort die Funktion eines Lagerarztes. Das Lager Schwiebus war ein Durchgangslager, von dem wöchentlich ein bis zwei Transporte mit je 1000 bis 2000 deutschen Zivilisten in die Arbeitslager in der Sowjetunion gingen. Sein ab 1953 in 16 Teilen veröffentlichter Bericht „Das Gefangenenlager in Schwiebus“ stellt eine einzigartige Quelle zur Geschichte des NKWD-Lagers Schwiebus dar.
Ende August 1945 fuhr die Leitung des Speziallagers Schwiebus zusammen mit 84 zumeist kranken Gefangenen, unter ihnen Siegfried von Sivers, in einem Güterzug nach Mühlberg/Elbe, um dort auf dem Gelände des ehemaligen Kriegsgefangenenlagers Stalag IV B das sowjetische Speziallager Nr. 1 Mühlberg zu errichten. Sivers übernahm mit anderen Medizinern den Aufbau eines provisorischen Lazaretts und leitete dann gemeinsam mit Wolfgang von Nathusius eine der zunächst zwei Stationen. Später war er auf der Station für die massenhaft zum Tode führenden Mangelkrankheiten Ödeme und Dystrophie tätig. Am 20. Oktober 1947 wurde Sivers aus dem Speziallager Nr. 1 Mühlberg entlassen.
Im August 1948 übersiedelte Sivers nach Detmold.
1949 veröffentlichte er eine Auswahl auf Stofffetzen aus dem Lager geschmuggelter Gedichte unter dem Titel „Erhebe den Blick“. Der Historiker Andreas Weigelt, der 2010 unter demselben Titel eine Wanderausstellung zu künstlerischen Zeugnissen aus sowjetischen Speziallagern konzipierte, sah in Sivers Buch einen „außergewöhnlichen Beitrag zur Aufarbeitung der sowjetischen Lager [...], der beinahe unbeachtet blieb“.
In seinen letzten Lebensjahren lebte Sivers zurückgezogen in Detmold. Es gibt eine Fülle unveröffentlichter Gedichte, Erzählungen, Märchen und Essays. Von ihm verfertigte kunstvolle Intarsienarbeiten sind überliefert.
Am 2. November 1956 verstarb Siegfried von Sivers während eines Kurzaufenthalts in Tegernsee, wo er auch begraben ist.

## Werke
- Die velamentöse Insertion des Nabelstranges. Verlag Girgensohn, Berlin, 1927. OCLC 459609621
- Erlebtes, Erlauschtes, Erschautes. Baltische Skizzen. Wölund Verlag, Leipzig, 1932. OCLC 253087320
- Unser täglich Brot. Lebensgeschichte des Roggens. Essener Verlagsanstalt, 1936, Illustrationen: Hans Haffenrichter. OCLC 253087682
- Erhebe den Blick. (PDF; 5,6 MB) o. O., 1949. OCLC 72274680
- Das Gefangenenlager in Schwiebus, Fortsetzungsbericht in 16 Teilen, abgedruckt in Unsere märkische Heimat:  Mitteilungsblatt der Landsmannschaft Ostbrandenburg-Neumark im Berliner Landesverband der Heimatvertriebenen., 1953/54. ISSN 0566-2648